# Mibu-kyōgen

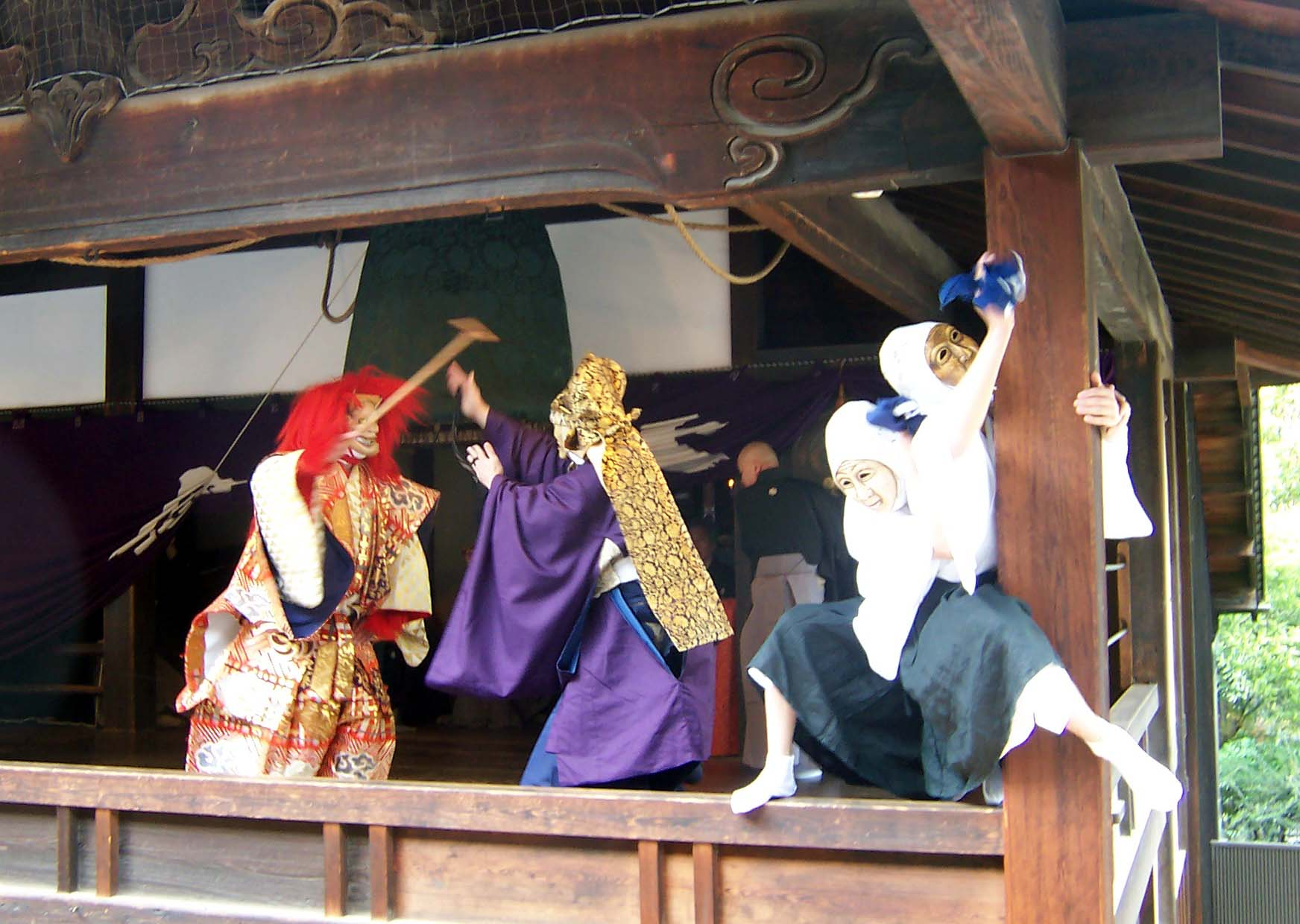
Une représentation de mibu-kyōgen au Mibu-dera.

Le mibu-kyōgen (壬生狂言), aussi appelé nenbutsu-kyōgen, est un genre théâtral traditionnel japonais basé sur la pantomime et inspiré des enseignements du bouddhisme. Dans sa forme et dans son esprit, il est très proche du théâtre kyōgen, la principale différence étant que les acteurs ne prononcent pas une parole dans le mibu-kyōgen. Ainsi, l’histoire est entièrement mimée par les acteurs, les mouvements du corps et des mains étant exagérés pour être explicites. De plus, tous les acteurs portent des masques à l’instar d’une partie des acteurs du théâtre kyōgen et du théâtre nô, ainsi que des costumes traditionnels. Enfin, les rôles sont interprétés par des hommes, y compris les rôles féminins.
Vers le XIVe siècle, le mibu-kyōgen était soutenu par le prêtre bouddhiste Engaku au temple Mibu-dera à Kyōto. Engaku le considérait comme une forme de théâtre sacré. Le mibu-kyōgen était pratiqué comme une prière à Bouddha sous la forme d’une pièce comique.

## Le répertoire
Le répertoire complet compte 30 pièces, 17 d’entre elles étant spécifiques à ce genre et 13 ayant été empruntées au répertoire nô.
Les 17 pièces typiques du mibu-kyōgen :
- Atago mairi (愛宕詣り?, Le Pèlerinage au Mont Atago)
- Bō furi (棒振?, Le Bâton balançoire)
- Daikoku gari (大黒狩?, La Femme du moine)
- Gaki Kakuryoku (餓鬼角力, Arraché des fantômes gourmands)
- Hananusutto (花盗人?, Le Voleur de fleurs)
- Hanaori (花折?, Casser des branches de cerisier)
- Honnōji (本能寺?, cette pièce conte le suicide de Nobunaga Oda dans le temple Honnō-ji lors d'un coup d'État visant à le renverser)
- Hōrakuwari (炮烙割?, Bombardement)
- Kanidon (蟹殿?, La Revanche de maître Crabe)
- Oharame (大原女?, La Femme du village Ohara)
- Oketori (桶取?, Compassion par le seau)
- Sai no kawara (賓の河原?, Sur les rives de l’enfer)
- Sakagura Kinzō (酒蔵金蔵?, Brasserie de saké Kinzo)
- Setsubun (節分?, Démons dehors, fortune dedans)
- Tamamono-mae (玉藻前?, La Belle Sorcière-Renard)
- Yamabata tororo (山端とろろ?, Yam (aussi appelé igname) râpé à la maison de thé Yamabata)
- Yutate (湯立?, Le Stand d'eau chaude).

Les 13 pièces provenant du nô :
- Adachigahara (安達が原?, L'Ogre du village Adachigahara ; pièce aussi appelée Kurozuka dans le répertoire nô)
- Daibutsu kuyō (大仏供養?, Service commémoratif du Grand Bouddha ; pièce aussi appelée Nara mōde dans le répertoire nō)
- Dōjōji (道城寺?, Le temple Dōjōji)
- Funa Benkei (船弁慶?, Benkei dans le bateau)
- Hashi Benkei (橋弁慶?, Benkei sur le pont)
- Horikawa gosho (堀川御所?, La Bataille du palais Horikawa ; d'après la pièce de nō Shōzon)
- Kumasaka (熊坂?, Le Chef des bandits)
- Momiji gari (紅葉狩?, Observation des feuilles d'automne)
- Nue (夜鳥?, L'oiseau nocturne)
- Ōeyama (大江山?, Le Mont Ōe)
- Rashōmon (羅生門?, La Porte)
- Tsuchigumo (土蜘蛛?, Le Démon araignée)
- Youchi Soga (夜討曽我?, Attaque de nuit des Frères Soga).

## La musique
Trois musiciens accompagnent les acteurs sur scène : un gong, un tambour et une flûte. Le tambour et le gong jouent de manière alternée. La rythmique principale est constituée de trois coups de tambour, un gong, deux coups de tambours, un gong, et ceci en boucle pendant toute la pièce ; ce rythme peut varier pendant quelques secondes pour accompagner une action effectuée par un personnage. La flûte, quant à elle, joue en continu par-dessus les deux autres instruments.

## Déroulement des représentations
Une série de trois à six pièces différentes est jouée pendant une journée de représentations. La durée d’une pièce est généralement comprise entre 45 minutes et une heure. Chaque pièce commence par une série de coups de gong (Hōraku wari) afin de chasser les démons. Après la dernière représentation de la journée, l’ensemble de la troupe monte sur scène, accompagné d’un prêtre bouddhiste qui anime une cérémonie religieuse d’une dizaine de minutes.

## Patrimoine
Le gouvernement japonais a inscrit le mibu-kyōgen dans sa liste du patrimoine intangible important.